# 田知弘久
田知 弘久（たち ひろひさ、1986年11月10日 - ）は、地方競馬の金沢競馬場金田一昌厩舎所属の騎手である。勝負服の柄は黒・胴赤十字襷・袖黄縦縞。富山県出身。血液型O型。地方競馬教養センター騎手課程第80期生。

## 来歴・人物
2004年9月29日付けで地方競馬騎手免許を取得。同年10月4日第12回金沢競馬2日目第5競走C35組条件戦マルゴエンペラーで初騎乗（8頭立て7番人気7着）。翌2005年4月5日第1回金沢競馬2日目第1競走ジョッキー選抜ブロンズ戦（C47組）をコアレスブリザードで優勝し、初勝利（8頭立て2番人気）。
2007年6月30日から8月12日まで高知競馬場で期間限定騎乗を行った。高知での所属は雑賀正光厩舎。同年7月8日第5回高知競馬6日目第4競走C6条件戦をモエレライジングで優勝（8頭立て2番人気）し、高知競馬での初勝利をあげた。同年7月15日第6回高知競馬1日目第6競走E3条件戦を16歳馬オースミレパードで優勝（8頭立て2番人気）し、サラブレッド最高齢勝利記録を更新した。
2008年1月13日から2月11日まで再び高知競馬場で期間限定騎乗を行った。高知での所属は雑賀正光厩舎。
地方通算成績は3609戦365勝・2着237回・3着274回・勝率10.1%・連対率16.7%（2017年2月5日現在）。

## 主な騎乗馬
- エトワールドロゼ（2014年加賀友禅賞、2015年読売レディス杯）
- バーバリライオン（2016年北日本新聞杯）
- ジャングルスマイル（2016年百万石賞、中日杯）
- ヴィーナスアロー（2016年プリンセスカップ、兼六園ジュニアカップ）
- ヴェノム（2022年中日杯）